# 1480년대
1480년대는 1480년부터 1489년까지를 가리킨다.